# Lagarde (Moselle)
Pour les articles homonymes, voir Lagarde.
Lagarde (Lingatche en lorrain roman) est une commune française située dans le département de la Moselle, en région Grand Est.

## Géographie
Lagarde fait partie du parc naturel régional de Lorraine et de la ZNIEFF du pays des étangs.

### Communes limitrophes
| Moncourt                                               | Ommeray                       | Bourdonnay        |
| Xures Meurthe-et-Moselle Emberménil Meurthe-et-Moselle | Lagarde                       | Maizières-lès-Vic |
| Vaucourt Meurthe-et-Moselle Xousse Meurthe-et-Moselle  | Remoncourt Meurthe-et-Moselle | Moussey           |

### Écarts et lieux-dits
- Gué-de-Laxat (Lexafurt pendant l'occupation).
- Jambrot (Jambruck pendant l'occupation).
- Malgré-Xousse (Schuss pendant l'occupation).
- Martincourt (Martinshof pendant l'occupation).

### Hydrographie
La commune est située dans le bassin versant du Rhin au sein du bassin Rhin-Meuse. Elle est drainée par le canal de la Marne au Rhin, le Sânon, le ruisseau de la Laixière, le ruisseau de l'Étang de Grave, le ruisseau le Remoncourt, le ruisseau de la Breite, le ruisseau de la Charbonniere et le ruisseau la Thille.
Le canal de la Marne au Rhin, d'une longueur totale de 314 km, et 178 écluses à l'origine, relie la Marne (à Vitry-le-François) au Rhin (à Strasbourg). Par le canal latéral de la Marne, il est connecté au réseau navigable de la Seine vers l'Île-de-France et la Normandie.
Le Sânon, d'une longueur totale de 48,6 km, prend sa source dans la commune de Avricourt et se jette  dans la Meurthe à Dombasle-sur-Meurthe, en limite avec Rosières-aux-Salines, après avoir traversé 15 communes.
Le ruisseau de la Laixière, d'une longueur totale de 10,3 km, prend sa source dans la commune de Maizières-lès-Vic et se jette  dans le Sânon sur la commune, après avoir traversé trois communes.

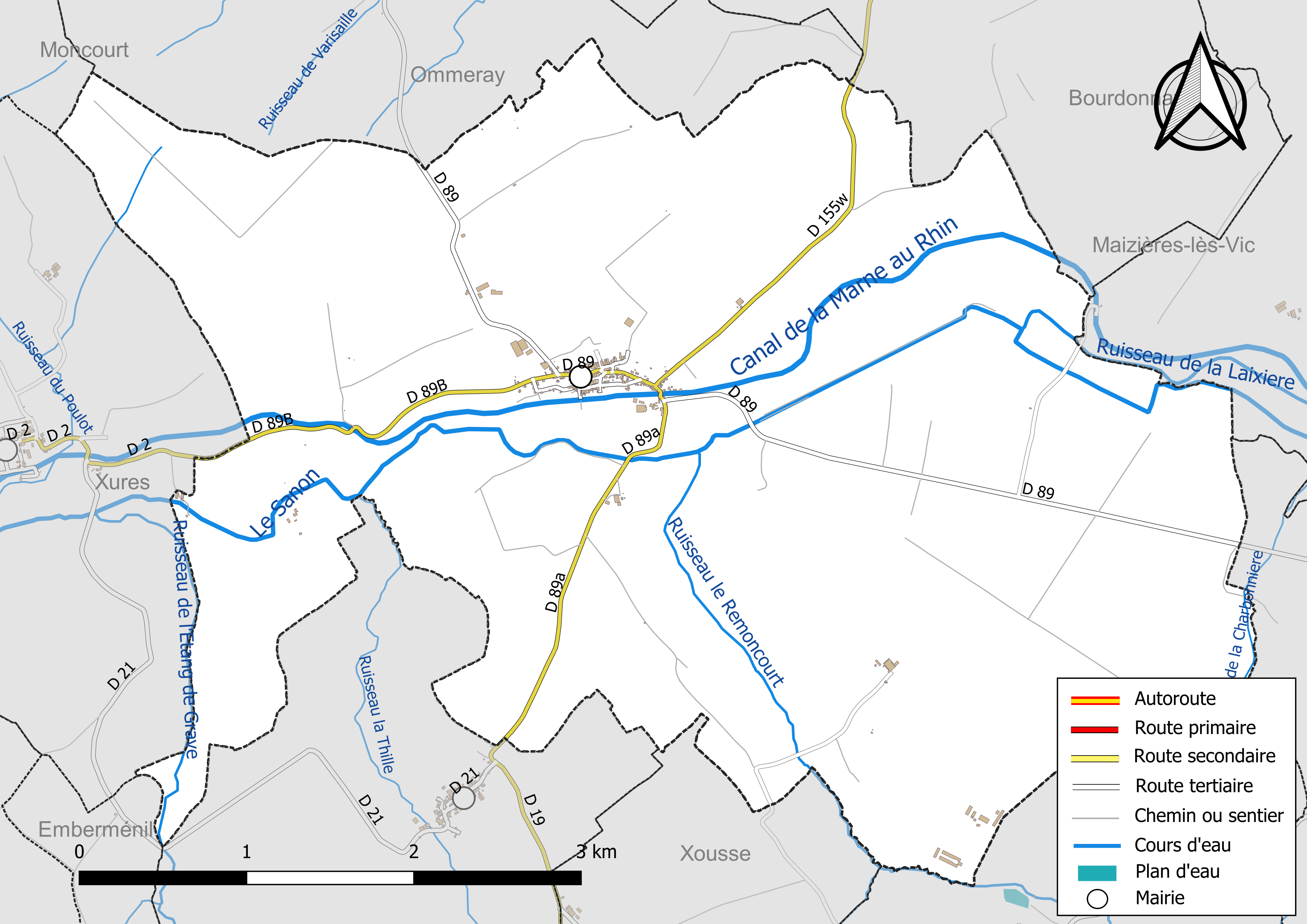
Réseaux hydrographique et routier de Lagarde.

La qualité des eaux des principaux cours d’eau de la commune, notamment du canal de la Marne au Rhin, du Sanon et du ruisseau de la Laixière, peut être consultée sur un site spécial géré par les agences de l’eau et l’Agence française pour la biodiversité.

### Climat
Pour des articles plus généraux, voir Climat du Grand Est et Climat de la Moselle.
En 2010, le climat de la commune est de type climat des marges montargnardes, selon une étude du Centre national de la recherche scientifique s'appuyant sur une série de données couvrant la période 1971-2000. En 2020, Météo-France publie une typologie des climats de la France métropolitaine dans laquelle la commune est exposée à un climat semi-continental et est dans une zone de transition entre les régions climatiques « Lorraine, plateau de Langres, Morvan » et « Vosges ». 
Pour la période 1971-2000, la température annuelle moyenne est de 9,8 °C, avec une amplitude thermique annuelle de 16,9 °C. Le cumul annuel moyen de précipitations est de 922 mm, avec 12,1 jours de précipitations en janvier et 9,3 jours en juillet. Pour la période 1991-2020, la température moyenne annuelle observée sur la station météorologique de Météo-France la plus proche, « St Maurice », sur la commune de Saint-Maurice-aux-Forges à 23 km à vol d'oiseau, est de 10,5 °C et le cumul annuel moyen de précipitations est de 837,4 mm. 
La température maximale relevée sur cette station est de 39,2 °C, atteinte le 25 juillet 2019 ; la température minimale est de −19,9 °C, atteinte le 1er mars 2005,,. 
Les paramètres climatiques de la commune ont été estimés pour le milieu du siècle (2041-2070) selon différents scénarios d'émission de gaz à effet de serre à partir des nouvelles projections climatiques de référence DRIAS-2020. Ils sont consultables sur un site spécial publié par Météo-France en novembre 2022.

## Urbanisme

### Typologie
Au 1er janvier 2024, Lagarde est catégorisée commune rurale à habitat dispersé, selon la nouvelle grille communale de densité à sept niveaux définie par l'Insee en 2022.
Elle est située hors unité urbaine et hors attraction des villes,.

### Occupation des sols
L'occupation des sols de la commune, telle qu'elle ressort de la base de données européenne d’occupation biophysique des sols Corine Land Cover (CLC), est marquée par l'importance des territoires agricoles (62,8 % en 2018), en augmentation par rapport à 1990 (61,7 %). La répartition détaillée en 2018 est la suivante : 
prairies (29,7 %), terres arables (29,5 %), forêts (29,1 %), milieux à végétation arbustive et/ou herbacée (6,8 %), zones agricoles hétérogènes (3,6 %), zones urbanisées (1,3 %). L'évolution de l’occupation des sols de la commune et de ses infrastructures peut être observée sur les différentes représentations cartographiques du territoire : la carte de Cassini (XVIIIe siècle), la carte d'état-major (1820-1866) et les cartes ou photos aériennes de l'IGN pour la période actuelle (1950 à aujourd'hui).

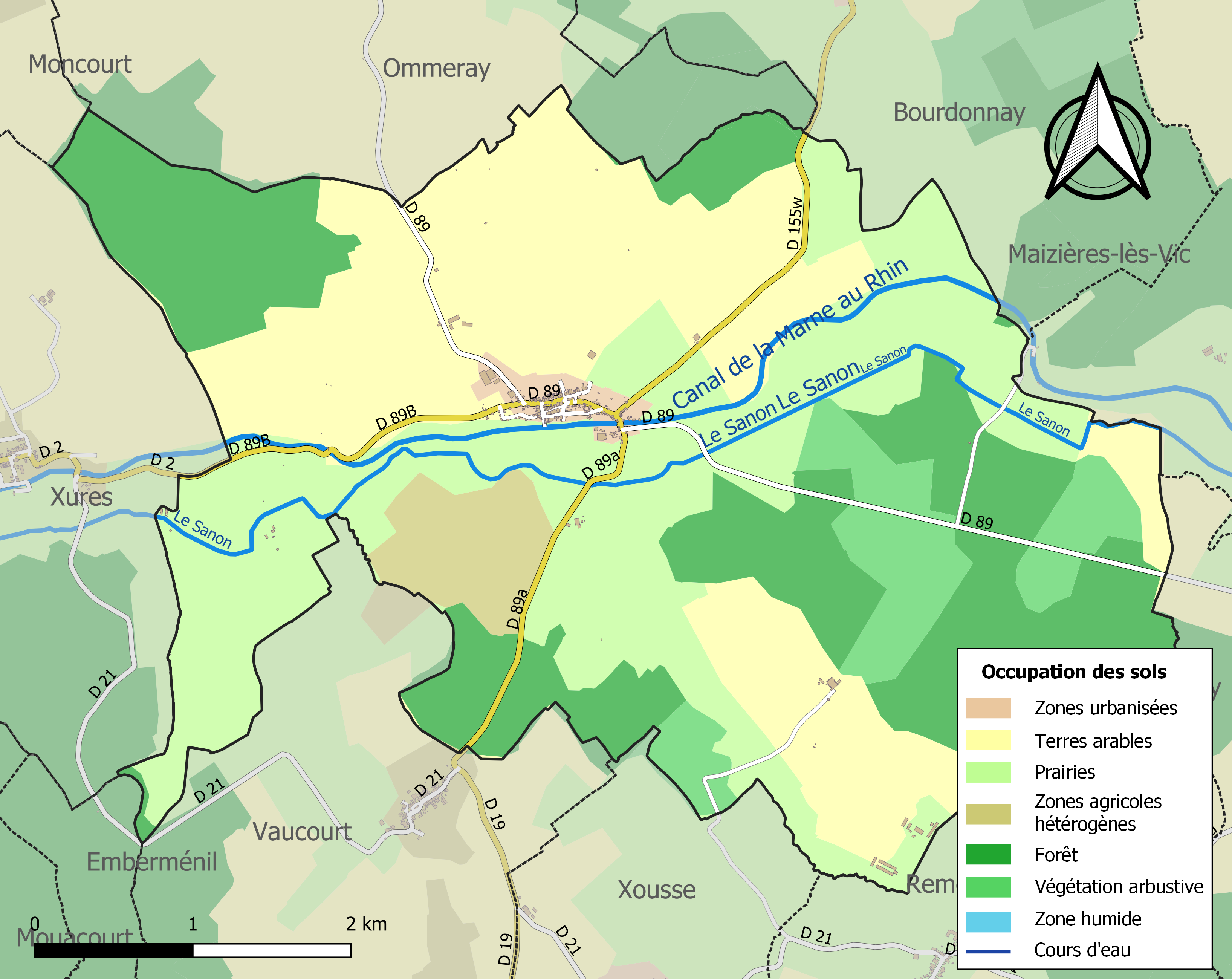
Carte des infrastructures et de l'occupation des sols de la commune en 2018 (CLC).

## Toponymie
- Gardia (1186), La Garde (1793), Gerden (1915-1918 et 1940-1944).

### Sobriquet
Surnom désignant les habitants : Lés cräs d’Lagätche (les corbeaux de Lagarde).

## Histoire
Terre de la principauté épiscopale de Metz, le village est fondé par l'évêque de Metz, Jean d'Apremont. Le château fort construit par l'évêque Adhémar de Monteil, est donné en fief aux seigneurs de Deux-Ponts-Bitche. En 1638, le village est dévasté par les Suédois.
Avant la fermeture des salines de Moyenvic et Lezey, un canal de flottage permettait d'acheminer le bois de la forêt de Réchicourt-le-Château à Lagarde. Les grumes étaient ensuite transportées par chariot sur les 6 km séparant Lagarde d'Ommeray où elles étaient convoyées par un autre canal de flottage.
En 1871, la commune de Lagarde, qui prend le nom allemand de Gerden, fait partie du territoire cédé à l'Empire allemand. Intégrée au district de Lorraine, la commune dépend de l'arrondissement de Château-Salins. Durant cette période, les jeunes appelés font leur service militaire dans la Deutsches Heer, l'armée impériale allemande. La vie rurale suit son cours, malgré la proximité de la nouvelle frontière franco-allemande.
Au début de la Première Guerre mondiale, la prise de Lagarde par les Français, le 10 août 1914, puis sa reprise par les Allemands, le 11 août 1914, fait environ 550 morts chez les Français du XVe corps de Marseille et le 58e régiment d'infanterie d'Avignon, et 360 côté allemand. Le général Lescot qui avait préparé l'attaque alors que les ordres du général Édouard de Castelnau étaient de ne "rien faire" avant le 14 août, est jugé responsable de cette défaite et limogé par le commandant de la 2e armée.
En 1919, l'ancienne commune de la Meurthe redevient une commune française, mais dans le cadre du nouveau département de la Moselle.
À partir du 16 juin 1940, pendant la Bataille de France, d'importants combats opposent pendant deux jours les Polonais de la 1re division de grenadiers du général Duch aux forces allemandes.
Au cours de la campagne de Lorraine, en septembre 1944, de violents combats opposent la 1re armée du général Knobelsdorff à la 3e armée du général Patton. Deux brigades de blindés du LVIIIe Panzerkorps sont mises en déroute par l'armée américaine dans le secteur d'Arracourt, au nord-est de Lagarde.
Anciens lieux-dits et fermes disparus : Mesnil, Dommartin, Gresson, Lombard.

## Politique et administration
| Période                                  | Période   | Identité        | Étiquette | Qualité |
| ---------------------------------------- | --------- | --------------- | --------- | ------- |
| août 1977                                | mars 2001 | François Hamant |           |         |
| mars 2001                                | mars 2008 | Damien Massey   |           |         |
| mars 2008                                | mai 2020  | Serge Ziegler   |           |         |
| mai 2020                                 | En cours  | Livier Hamant   |           |         |
| Les données manquantes sont à compléter. |           |                 |           |         |

## Démographie
L'évolution du nombre d'habitants est connue à travers les recensements de la population effectués dans la commune depuis 1793. Pour les communes de moins de 10 000 habitants, une enquête de recensement portant sur toute la population est réalisée tous les cinq ans, les populations de référence des années intermédiaires étant quant à elles estimées par interpolation ou extrapolation. Pour la commune, le premier recensement exhaustif entrant dans le cadre du nouveau dispositif a été réalisé en 2006.

En 2022, la commune comptait 181 habitants, en évolution de −4,74 % par rapport à 2016 (Moselle : +0,52 %, France hors Mayotte : +2,11 %).
| 1793 | 1800 | 1806 | 1821 | 1831 | 1836 | 1841 | 1846 | 1851 |
| ---- | ---- | ---- | ---- | ---- | ---- | ---- | ---- | ---- |
| 455  | 570  | 646  | 764  | 783  | 809  | 805  | 837  | 758  |

| 1856 | 1861 | 1871 | 1875 | 1880 | 1885 | 1890 | 1895 | 1900 |
| ---- | ---- | ---- | ---- | ---- | ---- | ---- | ---- | ---- |
| 705  | 741  | 647  | 656  | 697  | 702  | 589  | 552  | 518  |

| 1905 | 1910 | 1921 | 1926 | 1931 | 1936 | 1946 | 1954 | 1962 |
| ---- | ---- | ---- | ---- | ---- | ---- | ---- | ---- | ---- |
| 536  | 541  | 421  | 387  | 374  | 330  | 310  | 289  | 293  |

| 1968 | 1975 | 1982 | 1990 | 1999 | 2006 | 2011 | 2016 | 2021 |
| ---- | ---- | ---- | ---- | ---- | ---- | ---- | ---- | ---- |
| 297  | 247  | 232  | 229  | 199  | 195  | 181  | 190  | 183  |

| 2022 | - | - | - | - | - | - | - | - |
| ---- | - | - | - | - | - | - | - | - |
| 181  | - | - | - | - | - | - | - | - |

## Culture locale et patrimoine

### Lieux et monuments
- Traces d'un château XIVe siècle, remanié XVIIIe siècle.
- Traces du château de Martincourt, érigé en 1602 en faveur de Claude Martin châtelain de Lagarde par l'évêque de Metz, détruit au cours de la Seconde Guerre mondiale.
- Port de plaisance  sur le canal de la Marne au Rhin.
- Cimetière militaire allemand.
- Cimetière militaire français.
- Monuments en hommage aux grenadiers polonais tombés les 17 et 18 juin 1940.
- Moulin du gué de Laxal.
- La ferme de Malgré Xousse, déjà citée en 1775.

### Édifice religieux
- Église Saint-Jean-Baptiste 1750 : clocher roman XIIe siècle ; autels XVIIIe siècle.

### Personnalités liées à la commune
- Erich von Seckendorff (1897-1944), général allemand décédé à Lagarde.

### Héraldique
| Blason de Lagarde (Moselle) | Blason  | De gueules au dextrochère de carnation, vêtu d'azur mouvant d'une nuée d'argent, tenant une épée du même, garnie d'or ; chapé cousu d'azur à deux cailloux d'or. |
| Blason de Lagarde (Moselle) | Détails | |